# Journet
Journet é uma comuna francesa na região administrativa da Nova Aquitânia, no departamento de Vienne. Estende-se por uma área de 58,51 km². Em 2010 a comuna tinha 381 habitantes (densidade: 6,5 hab./km²).